# Spirit (łazik)
Spirit (oficjalna nazwa Mars Exploration Rover-A, w skrócie MER-A) – bezzałogowa misja na Marsa, której celem było przeprowadzenie badań geologicznych tej planety. Misja była realizowana przez laboratorium Jet Propulsion Laboratory będące częścią amerykańskiej agencji kosmicznej NASA. Równocześnie z misją Spirit, przeprowadzana była bliźniacza misja Opportunity, znana pod oficjalną nazwą Mars Exploration Rover-B, w skrócie MER-B.

## Przebieg misji
Start pojazdu miał miejsce 10 czerwca 2003, o godzinie 17:58:47 czasu GMT. Sonda została wyniesiona w przestrzeń kosmiczną na pokładzie rakiety nośnej Delta II z platformy startowej 17-A w kompleksie startowym 17 w centrum Amerykańskich Sił Powietrznych na przylądku Canaveral na Florydzie.

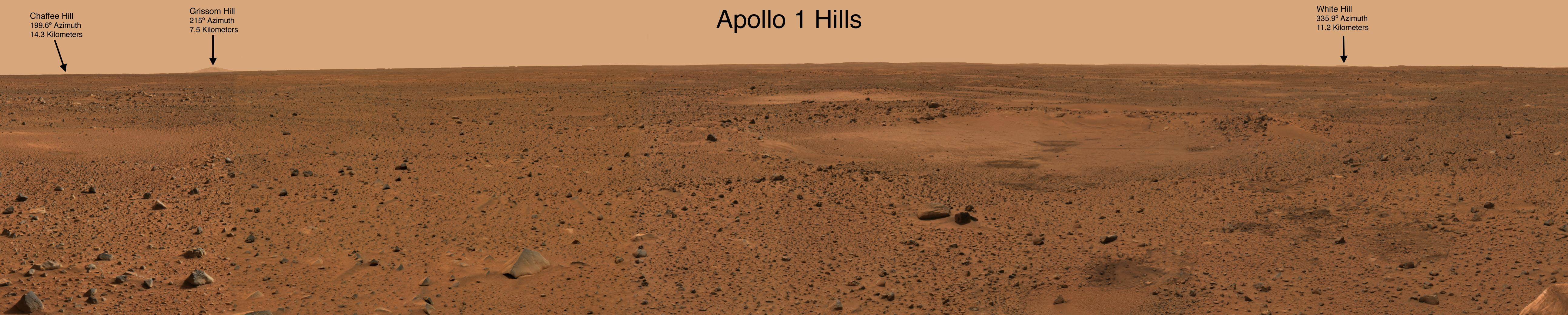
Wzgórza otaczające miejsce lądowania zostały nazwane na cześć załogi Apollo 1

Lądownik wylądował na powierzchni Marsa 4 stycznia 2004 roku w kraterze Gusiew. Miejsce lądowania sondy zostało nazwane Columbia Memorial Station na cześć astronautów, którzy zginęli w katastrofie wahadłowca kosmicznego Columbia. Podobnie, trzy wzgórza otaczające miejsce lądowania łazika zostały nazwane Grissom Hill, Chaffee Hill oraz White Hill na cześć załogi Apollo 1, która zginęła w wypadku podczas jednego z testów przedstartowych.
Pierwotne założenia projektu przewidywały, że lądownik przetrwa na powierzchni Marsa 90 dni. Dnia 21 stycznia 2004, w 18 dni po udanym lądowaniu, inżynierowie zaczęli jednak mieć problemy w komunikacji z pojazdem. Kontrolerom na Ziemi udało się wysłać sygnał do pojazdu otrzymując jego potwierdzenie, jednak lądownik nie wysyłał żadnych spodziewanych danych naukowych i inżynierskich.
W kilku kolejnych dniach inżynierom NASA udało się ustalić, że przyczyną kłopotów w komunikacji był błąd w oprogramowaniu systemu komputerowego łazika, który w ciągu trzech dni sześćdziesięciokrotnie ulegał restartowaniu. W tych dniach istniały uzasadnione obawy, że misja łazika może zakończyć się przedwcześnie niepowodzeniem. W ciągu kolejnych kilku dni, inżynierom udało się najpierw usunąć nadmierną ilość plików w pamięci pojazdu odpowiedzialną za jego awarię, a następnie sformatować pamięć typu flash oraz uaktualnić jego oprogramowanie. Wraz z upływem czasu łazik udało się doprowadzić do stanu pełnej funkcjonalności.

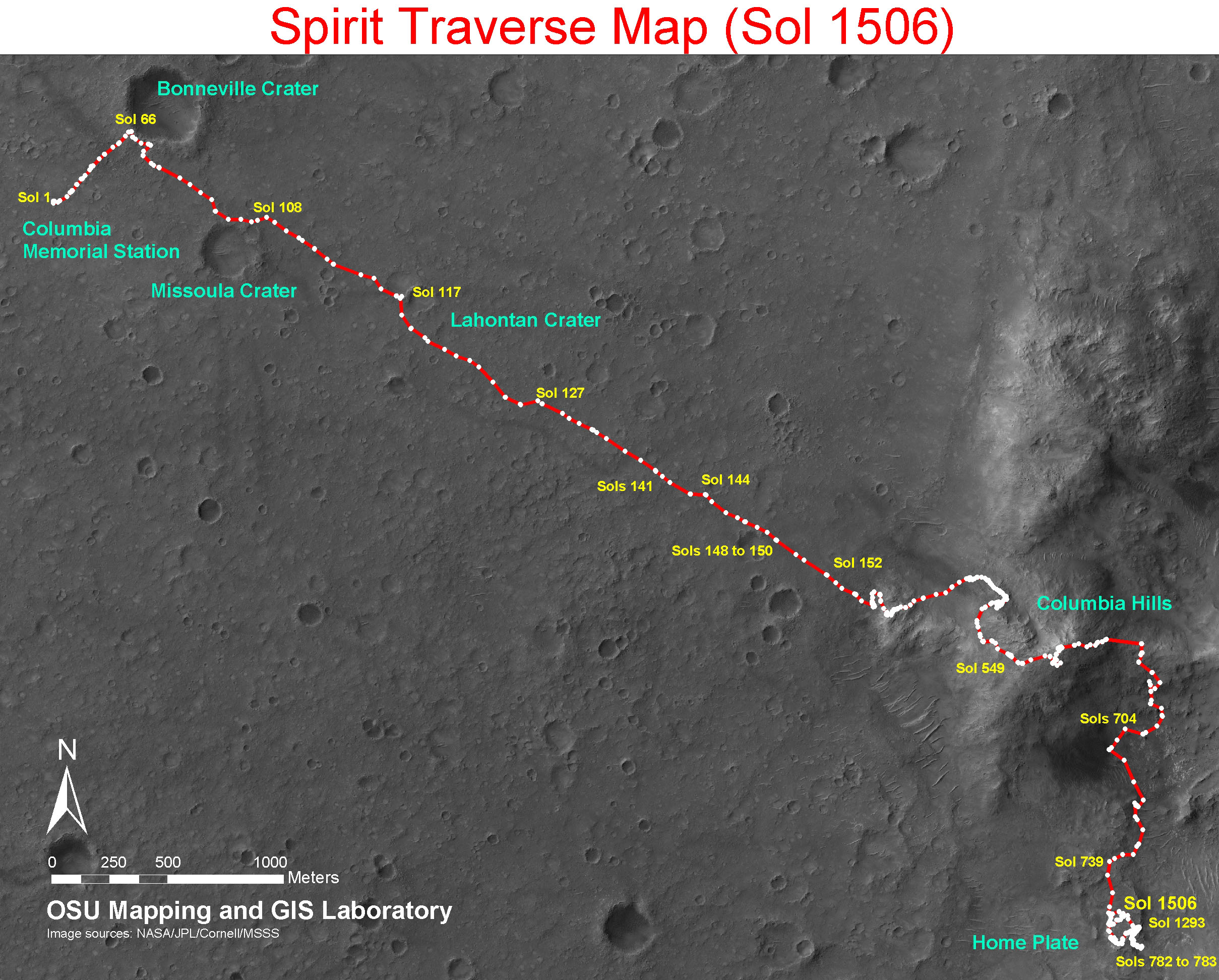
Trasa przebyta przez łazik Spirit na powierzchni Marsa

Od roku 2004 misja lądownika ulegała wielokrotnemu przedłużeniu. Od lądowania do 30 kwietnia 2008 roku, Spirit przebywał na powierzchni Marsa 1538 dni i pokonał dystans 7 528 m, wykonując w tym czasie setki eksperymentów naukowych. Pod koniec stycznia 2009 ujawniono, że przez ostatnich kilka dni Spirit odmawiał posłuszeństwa i nie reagował na rozkazy z Ziemi. Pomimo tego udało się ponownie doprowadzić go do funkcjonalności. W maju 2009 łazik utknął na skrawku luźnego piasku (nazwanym później „Troją”), lecz mimo unieruchomienia prowadził badania nad jego strukturą. Prowadzone w kolejnych miesiącach próby uwolnienia łazika z marsjańskich piasków zakończyły się niepowodzeniem i 26 stycznia 2010 roku NASA zmieniła jego status na stacjonarną platformę badawczą. Od wylądowania łazik pokonał oficjalnie dystans 7730,50 m.
22 marca 2010 odebrano ostatnie dane z łazika. Baterie słoneczne dostarczały około 185 W/sol (trwała marsjańska zima, co skutkowało niższym położeniem Słońca nad horyzontem i krótszym dniem). Planowana sesja łączności 30 marca 2010 nie doszła do skutku – 2001 Mars Odyssey nie odebrał sygnału od łazika. Centrum Kontroli w Pasadenie podejrzewało, że z uwagi na zbyt małą ilość energii łazik wszedł w tryb hibernacji i pozostanie w nim do czasu, aż ilość energii pozwoli na ponowne nawiązanie cykli łączności. Zakładano, że może to zająć kilka tygodni lub miesięcy. 24 maja 2011 roku NASA ogłosiła koniec misji i zrezygnowała z prób skontaktowania się z sondą.

## Główne osiągnięcia

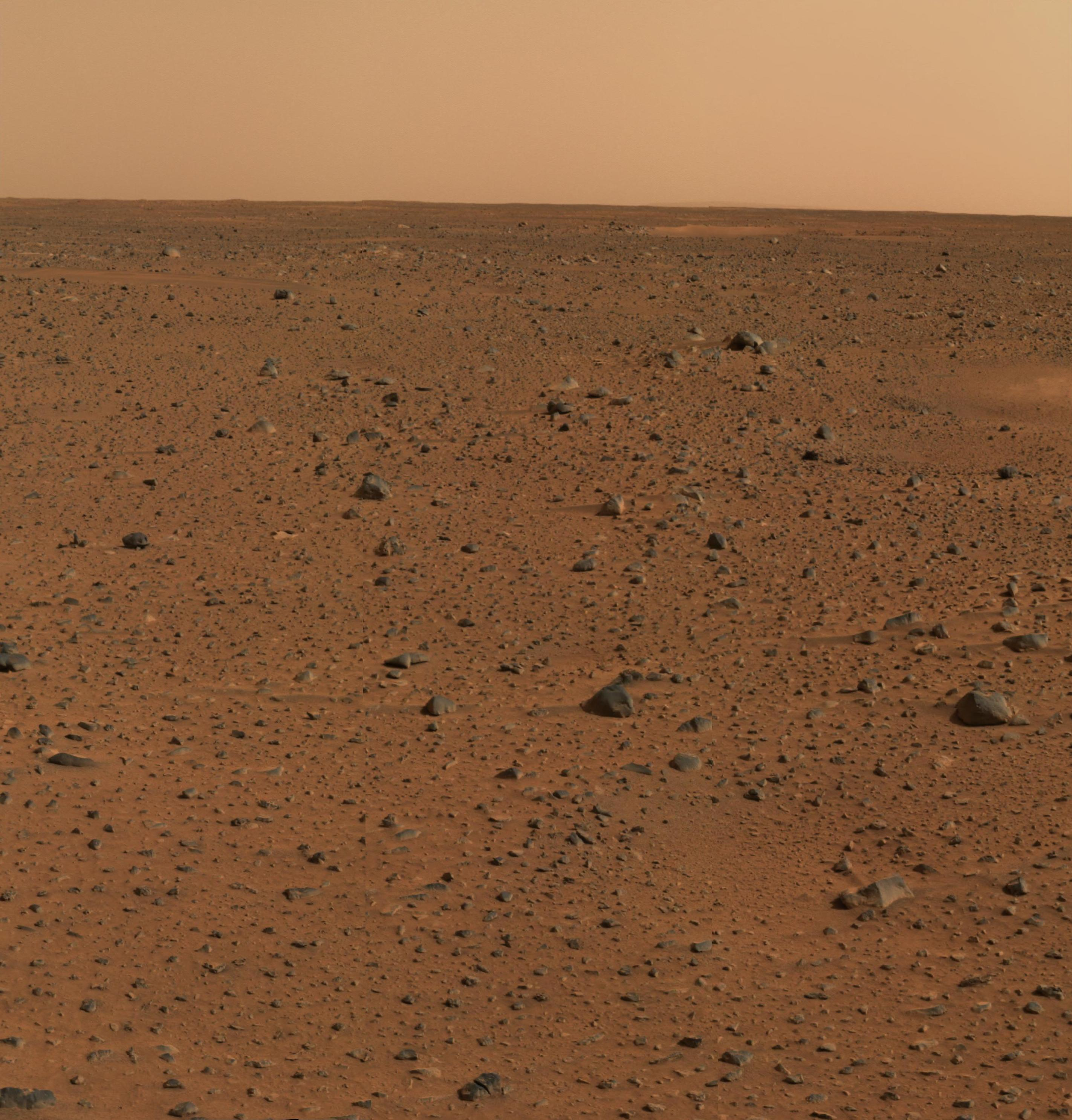
Pierwsze kolorowe zdjęcie powierzchni Marsa wykonane przez lądownik Spirit

Lądownik Spirit dokonał wielu przełomowych badań i obserwacji. Dnia 6 stycznia 2004 roku lądownik przesłał na Ziemię swoje pierwsze kolorowe zdjęcie z powierzchni Marsa, które wówczas było zdjęciem o najwyższej rozdzielczości z innej planety.

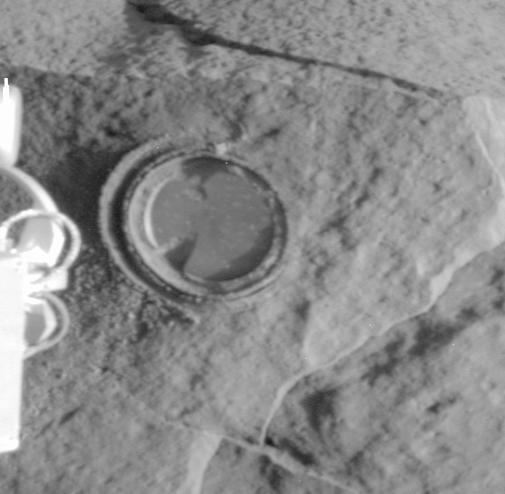
Wnętrze skały Adirondack odsłonięte przez jedno z narzędzi sondy Spirit

5 lutego 2004, Spirit jako pierwszy pojazd w historii ludzkości dokonał na innej planecie oczyszczenia powierzchni skały nazwanej Adirondack, przygotowując się do zbadania jej wnętrza. Dwa dni później Spirit wykorzystał jedno ze swoich narzędzi, aby odsłonić wnętrze tej samej skały, co również było pierwszą operacją tego typu w historii.
5 marca 2004 roku NASA ogłosiła, że analizując skałę nazwaną Humphrey Spirit znalazł ślady przeszłej obecności wody na Marsie. 21 maja 2005 roku NASA ogłosiła, że Spirit odkrył wysoki (90%) poziom zawartości tlenku krzemu w warstwie gleby odsłoniętej przez koła łazika, co było wówczas najsilniejszym dowodem na istnienie w przeszłości wody na Marsie.
W październiku 2004 roku, na cześć sondy Spirit została nazwana planetoida (37452) Spirit. Osiągnięcia misji zainspirowały również powstanie filmu dokumentalnego zatytułowanego Roving Mars, który stworzono z wykorzystaniem technologii IMAX.